# Reserva natural de la laguna de El Hito

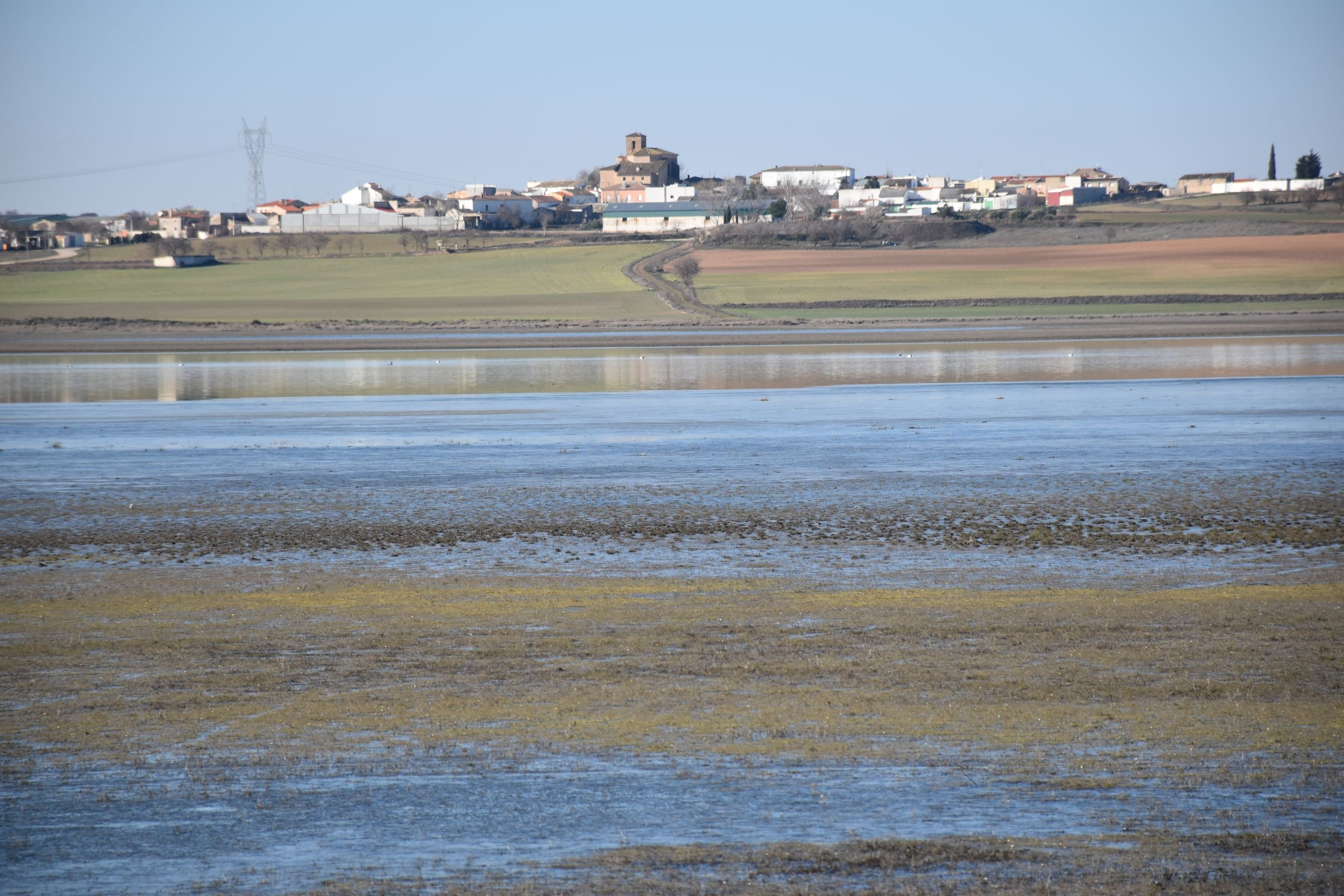
Laguna de El Hito

La reserva natural de la laguna de El Hito es una reserva natural situada en los municipios de El Hito y Montalbo, en Cuenca, provincia de la región de Castilla-La Mancha (España).

## Hidrogeología
Es una laguna endorreica y estacional, de carácter salino.

## Flora
En los periodos de inundación, la flora acuática está constituida principalmente por ovas o carófitos, de los géneros Chara y Tolypella. Además de estas algas, hay plantas acuáticas: Ruppia drepanensis y, en los años más lluviosos, Ranunculus peltatus y Zannichellia pedunculata.
La vegetación marginal está compuesta por pastizales y juncales halófilos, y en las zonas más elevadas y alejadas del vaso lagunar se instala el albardinar, formación vegetal compuesta por albardín (Lygeum spartum), varias especies de Limonium y otras plantas como Microcnemum coralloides, Gypsophila bermejoi y Lepidium cardamines. En las zonas de inundación temporal se establece Lythrum flexuosum.

## Fauna
La laguna de El Hito es un lugar de invernada y paso migratorio de aves acuáticas como la grulla común, la cerceta común, el ánade rabudo, el pato cuchara, el tarro blanco, el ánade real, el ánade friso, el ánade silbón, el porrón europeo y el pato colorado. Es el mayor dormidero de grulla común de la provincia de Cuenca, con concentraciones de hasta 9000 ejemplares.
Dada la estacionalidad de la laguna, la mayor parte de los años se reproducen únicamente la avefría y el ánade real, pero en años especialmente lluviosos se reproducen muchas otras especies como el tarro blanco, el chorlitejo patinegro, la gaviota reidora, la cigüeñuela, la avoceta y la focha común.
En el ambiente estepario del exterior de la laguna, se ve a la avutarda, al sisón, al aguilucho cenizo y al alcaraván.
La reserva natural tiene además un especial interés para la fauna invertebrada. En la laguna se encuentra la única población ibérica conocida del anostráceo Branchinecta orientalis, y en el exterior se encuentran especies protegidas de neurópteros como el ascaláfido Deleproctophylla dusmeti.

## Otras figuras de protección
La laguna de El Hito, además de estar nombrada oficialmente como reserva natural, cuenta con otras figuras de protección:
- Forma parte de la red Natura 2000: ZEC-ZEPA Laguna de El Hito[3][4][5]
- Humedal de importancia internacional incluido en el Convenio de Ramsar.